# Jermolino (rejon nowogrodzki)
Jermolino (ros. Ермолино) – wieś (dieriewnia) w Rosji, w obwodzie nowogrodzkim, w rejonie nowogrodzkim. W 2010 liczyła 1327 mieszkańców.